# Polizeipräsidium Stuttgart

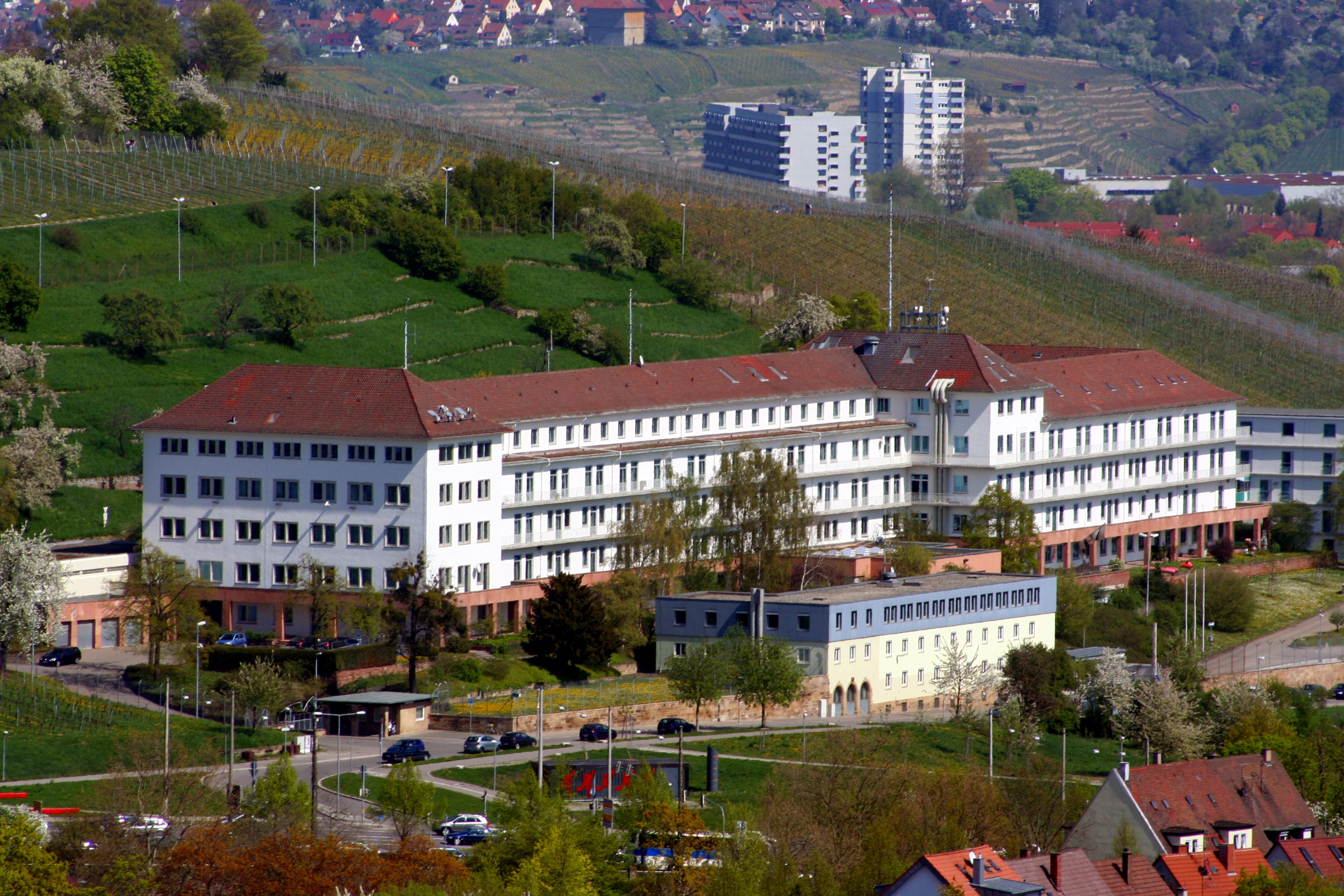
Dienstgebäude des Polizeipräsidiums Stuttgart

Das Polizeipräsidium Stuttgart ist eine staatliche Dienststelle des Landes Baden-Württemberg und seit der Polizeireform vom 1. Januar 2014 eines der regionalen Polizeipräsidien der Landespolizei.
Das Polizeipräsidium Stuttgart ist zuständig für den Stadtkreis der Landeshauptstadt Stuttgart. Dieser umfasst 207,3 Quadratkilometer mit 613.111 Einwohnern (31. Dezember 2023).

## Organisation
Das Polizeipräsidium Stuttgart wird vom Polizeipräsidenten geleitet. Ihm arbeiten direkt die Stabsstellen Öffentlichkeitsarbeit, Strategisches Controlling und Qualitätsmanagement sowie die Verwaltung zu. Das Referat Prävention ist für die kriminal- und verkehrspräventiven Aufgaben zuständig. Der Führungs- und Einsatzstab übernimmt strategische Aufgaben. Er ist unter anderem für die Einsatzplanung in Großlagen zuständig und fungiert darüber hinaus als Schnittstelle sowohl in der Kommunikation nach innen als auch mit anderen Behörden und Stellen. Weiterhin gliedert sich das Polizeipräsidium Stuttgart in die Schutzpolizeidirektion und die Kriminalpolizeidirektion.

### Liste der Polizeipräsidenten
Polizeipräsidenten waren u. a.
- Dietrich Bittinger: von 1911 bis 1914
- Paul Hahn: von 1919 bis 1923 Oberpolizeidirektor
- Rudolf Klaiber: von 1923 bis 1938
- Karl Schweinle: von 1938, anfangs kommissarisch, bis 1944

Folgende Personen standen seit 1945 der Stuttgarter Behörde vor:
| Von        | bis         | Name              |
| ---------- | ----------- | ----------------- |
| 23.04.1945 | 30.09.1948  | Karl Weber        |
| 01.10.1948 | 31.10.1956  | Gustav Supper     |
| 01.11.1956 | 31.07.1980  | Paul Rau          |
| 01.08.1980 | 30.04.1987  | Eduard Vermander  |
| 01.05.1987 | Januar 1999 | Volker Haas       |
| 01.03.1999 | 30.04.2006  | Martin Schairer   |
| 01.05.2006 | 30.04.2011  | Siegfried Stumpf  |
| 01.06.2011 | 16.06.2013  | Thomas Züfle      |
| 15.08.2013 | 31.07.2022  | Franz Lutz        |
| 01.08.2022 |             | Markus Eisenbraun |

### Schutzpolizeidirektion
Zur Schutzpolizeidirektion gehören neben den acht Polizeirevieren und den 13 Polizeiposten auch die Polizeihundeführerstaffel, der Objektschutz, der Polizeigewahrsam, die Einsatzhundertschaft und die Organisationseinheit Gewerbe/Umwelt/Zentrale Ermittlungen. Diese sind unter anderem für die Bekämpfung der leichten bis mittleren Kriminalität sowie Ordnungsstörungen zuständig. Außerdem übernehmen die Beamten der Reviere die Streifentätigkeit im Stadtgebiet und sind zum Teil für die Aufnahme von Verkehrsunfällen sowie andere Verkehrsmaßnahmen zuständig.
Polizeireviere in Stuttgart:
- Polizeirevier 1 Theodor-Heuss-Straße
- Polizeirevier 2 Wolframstraße mit dem Polizeiposten Klett-Passage
- Polizeirevier 3 Gutenbergstraße mit dem Polizeiposten Süd und dem Polizeiposten Botnang
- Polizeirevier 4 Balinger Straße mit den Polizeiposten Degerloch, Plieningen, S-Vaihingen und Sillenbuch
- Polizeirevier 5 Ostendstraße mit dem Polizeiposten Untertürkheim
- Polizeirevier 6 Martin-Luther Straße mit dem Polizeiposten Hallschlag
- Polizeirevier 7 Ludwigsburger Straße mit den Polizeiposten Freiberg, Neugereut und Stammheim
- Polizeirevier 8 Kärntner Straße mit dem Polizeiposten Weilimdorf

Zur Schutzpolizeidirektion gehört außerdem die Verkehrspolizeiinspektion, deren Mitarbeiter sich in der Verkehrsüberwachung, in der Aufnahme komplexer Unfalllagen sowie in Ermittlungen mit verkehrsrechtlichen Schwerpunkten spezialisiert haben.[9]
Zu den Verkehrsüberwachungsaufgaben gehören neben allgemeinen Verkehrskontrollen die Kontrollen des gewerblichen Güter- und Personenverkehrs (Gefahrgut-, Schwerlast- und Reisebusverkehr aus dem In- und Ausland), die Überwachung von Unfallschwerpunkten (Geschwindigkeits- und Rotlichtüberwachungen), Verkehrslenkungsmaßnahmen, insbesondere im Zusammenhang mit Großveranstaltungen und Demonstrationen, sowie die Überwachung der Durchgangsstraßen und Einrichtungen des internationalen Verkehrs zur Bekämpfung der grenzüberschreitenden Kriminalität.
Die Aufgaben der Verkehrsunfallaufnahme beinhalten die Bearbeitung sämtlicher Verkehrsunfälle, bei denen Personen verletzt oder getötet wurden, Unfälle mit komplexer Spurenlage sowie Unfälle mit Beteiligung einer Stadtbahn. In Fällen der Unfallflucht bzw. bei manipulierten Verkehrsunfällen werden Ermittler tätig, denen eine Reihe von Hilfsmitteln zur Spurensicherung bzw. -auswertung sowie unterschiedliche Datenbanken zur Verfügung stehen.
In der Führungsgruppe der Schutzpolizeidirektion werden u. a. Handlungskonzepte geplant und koordiniert. Außerdem übernimmt diese in bestimmten Fällen die Organisation von größeren Einsätzen rund um Demonstrationen, Gerichtsverhandlungen, Großveranstaltungen und Brennpunktinterventionen.[5]

### Kriminalpolizeidirektion
Der Kriminalpolizei des Polizeipräsidiums Stuttgart obliegt die Bekämpfung der schweren und mittleren Kriminalität.
Hier werden Straftaten wie Gewaltdelikte, politisch motivierte Straftaten, Raub und Erpressung, Straftaten aus den Bereichen der Wirtschafts- und Computerkriminalität sowie größere Schadenslagen bearbeitet.
Die interne Organisation ist darauf ausgelegt, auf Veränderungen im Kriminalitätsgeschehen schnell und spürbar zu reagieren.
Zum Polizeipräsidium Stuttgart gehören acht Kriminalinspektionen mit besonderer fachlicher Ausrichtung. Den Kriminalinspektionen sind entsprechend dem Bekämpfungsansatz Dezernate und Arbeitsbereiche nachgeordnet.
- Führungsgruppe
- Kriminalinspektion 1 – Kapitaldelikte, Sexualdelikte
- Kriminalinspektion 2 – Raubdelikte, jugendspezifische Kriminalität, Eigentumsdelikte
- Kriminalinspektion 3 – Wirtschaftskriminalität, Amtsdelikte, Korruption, Umweltdelikte
- Kriminalinspektion 4 – Organisierte Kriminalität, Rauschgiftkriminalität
- Kriminalinspektion 5 – Cybercrime, Digitale Spuren, Beweissicherung und Dokumentation
- Kriminalinspektion 6 – Staatsschutz
- Kriminalinspektion 7 – Einsatz- und Ermittlungsunterstützung, Kriminaldauerdienst, Datenstation, Finanzermittlung, Vertrauenspersonen-Führung
- Kriminalinspektion 8 – Kriminaltechnik, Erkennungsdienst[6]

## Geschichte der Stuttgarter Polizei
Bis Ende 1972 war die Stuttgarter Polizei kommunal und wurde zum 1. Januar 1973 in den Dienst des Landes Baden-Württemberg übernommen. Der damalige Polizeipräsident Paul Rau verlor damit seine Doppelfunktion: Das Amt für öffentliche Ordnung verblieb als Element der Polizeibehörde bei der Stadt Stuttgart, der Polizeipräsident wurde Chef der Vollzugspolizei. Mit dem Wechsel der Polizei von der Stadt zum Land verloren die kommunalen Polizisten ihre blaue Uniform und tauschten sie gegen das landeseinheitliche grüne Tuch.
Rechtlich wirksam wurde der Wechsel des Dienstherrn zum 1. Januar 1973. Die offizielle Übergabe wurde aber erst am 15. Januar 1973 vollzogen. Der damalige Stuttgarter Oberbürgermeister Dr. Arnulf Klett übergab im Großen Sitzungssaal des Rathauses „seine Polizei“ an Innenminister Karl Schiess. Eine der wesentlichen Voraussetzungen für die Verstaatlichung war, dass der Stuttgarter Polizei der unmittelbare Dienstweg zum Innenministerium eröffnet wurde. Begründet wurde dies mit den besonderen polizeilichen Anforderungen in der Landeshauptstadt. Mit der damaligen Landespolizeidirektion Stuttgart II entstand eine der größten staatlichen Behörden in Baden-Württemberg. Sie war den anderen Landespolizeidirektionen Stuttgart I, Freiburg, Karlsruhe und Tübingen gleichgestellt. Der jetzige Dienstsitz im ehemaligen Robert-Bosch-Krankenhaus an der Hahnemannstraße wurde erst einige Jahre nach der Verstaatlichung zwischen September 1977 und April 1978 bezogen.
Mit der Umsetzung der Verwaltungsreform  wurde die Landespolizeidirektion Stuttgart II am 1. Mai 2005 in Polizeipräsidium Stuttgart umbenannt. Die direkte Anbindung an das Innenministerium blieb unangetastet.
Ab dem 18. Oktober 2010 begann auch beim Polizeipräsidium Stuttgart die Ausgabe der neuen blauen Uniformen. Die Umstellung dauerte zirka ein Jahr.
Bei der Polizeireform vom 1. Januar 2014 wurde das Polizeipräsidium Stuttgart teilweise umstrukturiert, um den landesweit einheitlichen Aufbau aller regionalen Polizeipräsidien zu gewährleisten. Im Rahmen der Strukturreform 2020 wurde das Polizeipräsidium zum 1. Januar 2020 erneut umgegliedert. Die bislang drei Direktionen (Direktion Polizeireviere, Verkehrspolizeidirektion und Kriminalpolizeidirektion) wurden zu zwei Direktionen umstrukturiert: die Schutzpolizeidirektion, in die die Verkehrsinspektion eingegliedert wurde, und die Kriminalpolizeidirektion.

## Soziale Netzwerke
Das Polizeipräsidium Stuttgart ist seit Dezember 2011 bzw. Januar 2012 in den sozialen Netzwerken Facebook und Twitter aktiv und war damit eine der ersten Polizeidienststellen in Deutschland. Seit dem 1. März 2018 ist die Polizei Baden-Württemberg auch auf Instagram vertreten. Die Koordination und Redaktion der Beiträge obliegt dem Social-Media-Team des Polizeipräsidiums Stuttgart.

## Gebäude
Das Gebäude des Polizeipräsidiums an der Hahnemannstraße war zunächst ein Krankenhaus. Die Klinik wurde am 10. April 1940 als Robert-Bosch-Krankenhaus mit homöopathischem Schwerpunkt eröffnet; Namensgeber der Hahnemannstraße ist Samuel Hahnemann, der Begründer der Homöopathie. Das Krankenhaus zog 1973 an den neuen Standort auf der Bergheide. Seit 1978 ist das ehemalige Klinikgebäude Dienstsitz der Polizei. Bis zu seiner Renovierung im Jahr 2008 war das Gebäude jahrzehntelang äußerlich fast unverändert geblieben. Im Oktober 2017 erhielt das Polizeipräsidium einen Anbau, der das neue Führungs- und Lagezentrum beherbergt.